# Disaster Monitoring Constellation

Concepção artística do AlSAT em órbita.

Disaster Monitoring Constellation (DMC) é a denominação de um conjunto de satélites de sensoriamento remoto construídos pela Surrey Satellite Technology Ltd. (SSTL); e operados para os governos da Argélia, Nigéria, Turquia, Reino Unido e China pela DMC International Imaging. O DMC fornece imagens da Terra para alerta de emergências sob a International Charter on Space and Major Disasters, a qual o DMC se associou formalmente em novembro de 2005. Outras imagens do DMC são usadas por outras organizações civis de outros governos. Algumas imagens extras são vendidas sob contrato.

## Satélites

### Primeira geração
- AlSAT-1 (Argélia), lançado em novembro de 2002, completou a missão em agosto de 2010.[2]
- BilSAT (Turquia), lançado em setembro de 2003, completou a missão em agosto de 2006, devido a células de bateria com falha.[3]
- NigeriaSAT-1 (Nigéria), lançado em setembro de 2003, completou a missão em outubro de 2012.[4]
- UK-DMC (Reino Unido), lançado em setembro de 2003, completou a missão em novembro de 2011.[5]

### Segunda geração
- Beijing-1 (China), lançado em outubro de 2005.[carece de fontes?]
- UK-DMC 2 (Reino Unido), lançado em julho de 2009.[6]
- Deimos-1 (Espanha), comercial, lançado em julho de 2009.[7]
- NigeriaSAT-2 e NigeriaSAT-X (NX) lançado em 2011.[8]